# Stomatol

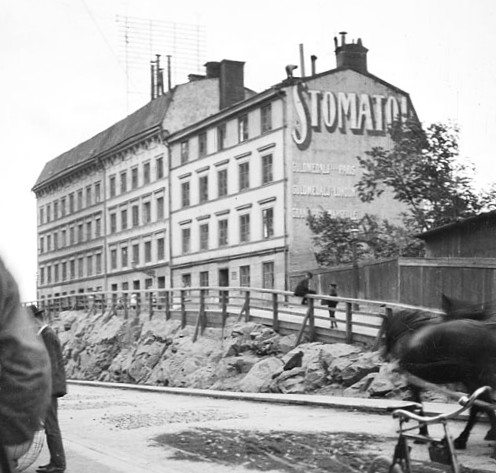
Une publicité pour Stomatol rue Regeringsgatan à Stockholm vers 1900. Photo: Kasper Salin.

Stomatol (du grec stoma, bouche, et du latin oleum, huile) est une marque de dentifrice suédoise apparue au début du XXe siècle, qui commence sous la forme d'un liquide antiseptique à usage bucco-dentaire, inventé en 1895 par le dentiste Albin Lenhardtson. Le dentifrice est à l'origine produit et commercialisé par l'entreprise Grumme & Son.

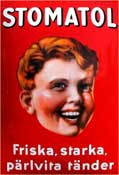
« Des dents saines et fortes, blanches comme des perles. »

Le remède est tout d'abord utilisé en gargarismes pour les infections de la gorge. Le principe actif en serait le terpinol (un mélange de terpinéol, de terpinène et d'autres terpènes), sous-produit de la térébenthine. La composition du dentifrice commercialisé aujourd'hui est toutefois différente de celle des origines, et Stomatol doit être considéré comme une marque et non comme le nom du principe actif.
L'idée d'utiliser le Stomatol pour l'hygiène bucco-dentaire part de la constatation que les personnes qui mâchent beaucoup de résine (par exemple, les habitants des zones forestières de Dalécarlie) ont le plus souvent de belles dents bien entretenues. Stomatol domine un temps le marché suédois du dentifrice, et donne naissance à une expression, « sourire stomatol ».
Dès ses débuts, la société Stomatol consacre une partie de son budget à la publicité, que ce soit dans les journaux ou dans les rues. Au tournant du XXe siècle, un immeuble situé aux numéros 92-94 de la rue Regeringsgatan à Stockholm arbore une large peinture Stomatol, tandis que la fameuse enseigne lumineuse Stomatol est inaugurée en 1909 au sommet de l'ancien ascenseur Katarina. Cette enseigne, qui a été déplacée depuis sur un immeuble du voisinage, est toujours en exploitation aujourd'hui (2012).